# Христо Пандов
Христо Костадинов Пандов е български общественик и революционер, деец на Вътрешната македоно-одринска революционна организация.

## Биография
Пандов е роден в 1870 година в леринското село Долно Котори, тогава в Османската империя, както сам казва „от родители българи“. Брат му е назначен от Костурската митрополия в Долно Котори, но преподава на български. По съвета на български учители от Битоля двамата братя събират подписи на две заявления, с които се заявява, че селото се отказва от Вселенската патриаршия и иска да се присъедини към Българската екзархия. Едното от тези заявления е подадено на валията в град Битоля, а другото е изпратено в Екзархията в Цариград. От Костурската митрополия пристига нареждане църквата и училището да бъдат гръцки и затова българските дейци запалват сградата на училището. Гъркоманинът Янули дава дюкяна си за гръцко училище, но български дейци, начело с двамата братя, изпотрошават вратите и прозорците му. Първоначално отварят българско училище в родната им къща, след това построяват нова сграда за училище, приспособена и за църква. По донос от гъркомани, турската полиция затваря сградата и след сбиване с населението са арестувани 25 мъже и 15 жени. Заповядано е една църквата да бъде гръцка, една – българска, но от 1888 година българите се
налагат и църквата остава само българска.
В 1899 година в Леринско пристига като районен войвода на ВМОРО Марко Лерински и Христо Пандов става негов десетник, като се грижи за посрещането и изпращането на четите. По заповед на войводата Алеко Турунчев Пандов застава на чело на 10 въоръжени милиционери, с които отива в Горно Котори, където участват в голямо сражение с многобройна турска войска при Кочив мост. Участва в Илинденско-Преображенското въстание със селската чета. Четата подпомага обсадената чета на Ильо Неволски в местността Калугерица, като води еднодневно сражение с редовна войска. Георги Попхристов го разпределя в четата на Ильо Неволански. Второто сражение на четата е голямото сражение на Бигла при Рунзел. Участва в превземането на Невеска и след това четата се оттегля към Мариово, откъдето след още едно сражение се разпръсва. Пандов заедно с другите которчани се връща в Леринско и се присъединява към четата на Кочо Цонката, която се сражава при Нередското блато.
След края на въстанието натискът на гръцката пропаганда, подпомогната от турците, срещу Долно Котори става много силен. Заедно с войводата Петре Неволанеца взимат решение да се убие гръцкия куриер Янули като „враг на българщината“. Убийството е изпълнено от Христо Пандов и двама други български дейци. Заедно с милицията и четата на Дзоле Гергев участва в нападението на гъркоманското село Елово, като изгорят няколко къщи. От там се отправят към другите гъркомански села  - Раково и от там Негован, но там гръцката чета се оказва по-многобройна и българите се отказват от сражение.
След Младотурската революция в 1908 година заминава за Америка. При избухването на Балканската война в 1912 година се събират и под ръководството на Тодор Шикалев и Иван Маджаров пристигат в София и постъпват доброволци в Македоно-одринското опълчение. Сражава се при Кърджали, след това при Гюмюрджина и при Макри и стига с дружината до Дедеагач. След капитулацията на Енвер паша, в Софлу е зачислен във 2-ра рота на 11-а сярска дружина. Участва в походите: Софлу, Кешан, Айнарджик, Шаркьой, Малгара, Ипсала, Фере, Дедеагач, Гюмурджина, Демир Хисар, Петрич, Струмица, Щип, Кочани и в боевете при Шаркьой, Султан тепе, Калиманското поле, Дулица и други.
В 1915 - 1915 година участва и в Първата световна война, като служи 10-а дивизия, 40-и полк, а после в 10-а погранична дружина и накрая в образувания в село Довище, Серско, 88-и полк.
На 5 март 1943 година, като жител на Пловдив, подава молба за българска народна пенсия, която е одобрена и пенсията е отпусната от Министерския съвет на Царство България.